# Населення Лівану
Населення Лівану. Чисельність населення країни 2015 року становила 6,184 млн осіб (109-те місце у світі). Чисельність ліванців стабільно збільшується, народжуваність 2015 року становила 14,59 ‰ (133-тє місце у світі), смертність — 4,88 ‰ (191-ше місце у світі), природний приріст — 0,86 % (128-ме місце у світі) . 

## Природний рух

### Відтворення
Народжуваність у Лівані, станом на 2015 рік, дорівнює 14,59 ‰ (133-тє місце у світі). Коефіцієнт потенційної народжуваності 2015 року становив 1,73 дитини на одну жінку (169-те місце у світі).
Смертність у Лівані 2015 року становила 4,88 ‰ (191-ше місце у світі).
Природний приріст населення у країні 2015 року становив 0,86 % (128-ме місце у світі).

### Вікова структура

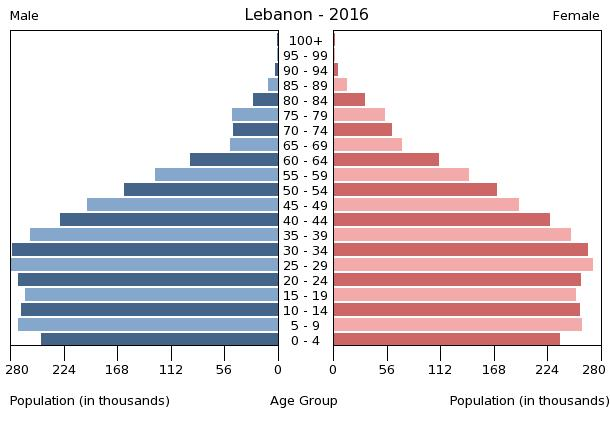
Віково-статева піраміда населення Лівану, 2016 рік

Середній вік населення Лівану становить 29,9 року (118-те місце у світі): для чоловіків — 29,3, для жінок — 30,5 року. Очікувана середня тривалість життя 2015 року становила 77,4 року (70-те місце у світі), для чоловіків — 76,18 року, для жінок — 78,69 року.
Вікова структура населення Ливану, станом на 2015 рік, виглядає таким чином:
- діти віком до 14 років — 25,08 % (793 837 чоловіків, 757 120 жінок);
- молодь віком 15—24 роки — 17,04 % (539 232 чоловіки, 514 394 жінки);
- дорослі віком 25—54 роки — 44,13 % (1 378 852 чоловіки, 1 350 506 жінок);
- особи передпохилого віку (55—64 роки) — 7,18 % (205 933 чоловіки, 237 849 жінок);
- особи похилого віку (65 років і старіші) — 6,58 % (179 983 чоловіки, 226 995 жінок)[1].

### Шлюбність— розлучуваність
Коефіцієнт шлюбності, тобто кількість шлюбів на 1 тис. осіб за календарний рік, дорівнює 9,5; коефіцієнт розлучуваності — 1,6; індекс розлучуваності, тобто відношення шлюбів до розлучень за календарний рік — 17 (дані за 2007 рік). Середній вік, коли чоловіки беруть перший шлюб, дорівнює 32,8 року, жінки — 28,8 року, загалом — 30,8 року (дані за 2006 рік).

## Розселення
Густота населення країни 2015 року становила 571,9 особи/км² (20-те місце у світі).

### Урбанізація
Ліван надзвичайно урбанізована країна. Рівень урбанізованості становить 87,8 % населення країни (станом на 2015 рік), темпи зростання частки міського населення — 3,18 % (оцінка тренду за 2010—2015 роки).
Головні міста держави: Бейрут (столиця) — 2,226 млн осіб (дані за 2015 рік).

### Міграції
Річний рівень еміграції 2015 року становив 1,1 ‰ (150-те місце у світі). Цей показник не враховує різниці між законними і незаконними мігрантами, між біженцями, трудовими мігрантами та іншими.

#### Біженці й вимушені переселенці
Станом на 2015 рік, у країні постійно перебуває 449,97 тис. палестинських біженців, 7,2 тис. біженців з Іраку, 1,03 млн біженців з Сирії. У той самий час у країні, станом на 2015 рік, налічується 12,0 тис. внутрішньо переміщених осіб, внаслідок знищення 2007 року табору палестинських біженців урядовими загонами. У країні перебувають тисячі осіб без громадянства, діти сирійських біженців, діти ліванок від негромадян, або біженців.

## Расово-етнічний склад
| Етнічний склад (2015 рік) | Етнічний склад (2015 рік) | Етнічний склад (2015 рік) | Етнічний склад (2015 рік) | Етнічний склад (2015 рік) |
| ------------------------- | ------------------------- | ------------------------- | ------------------------- | ------------------------- |
| Етнос:                    |                           |                           | Відсоток:                 |                           |
| араби                     | араби                     |                           | 95%                       | 95%                       |
| вірмени                   | вірмени                   |                           | 4%                        | 4%                        |
| інші                      | інші                      |                           | 1%                        | 1%                        |

Головні етноси країни: араби — 95 %, вірмени — 4 %, інші — 1 %. Християнське арабське населення країни не ідентифікує себе з арабами, а виводить своє коріння від прадавніх фінікійців.

## Мови
| Мови Лівану (2015 рік) | Мови Лівану (2015 рік) | Мови Лівану (2015 рік) | Мови Лівану (2015 рік) | Мови Лівану (2015 рік) |
| ---------------------- | ---------------------- | ---------------------- | ---------------------- | ---------------------- |
| Мова:                  |                        |                        | Відсоток:              |                        |
| арабська               | арабська               |                        | %                      | %                      |
| французька             | французька             |                        | %                      | %                      |
| англійська             | англійська             |                        | %                      | %                      |
| вірменська             | вірменська             |                        | %                      | %                      |

Офіційна мова: арабська. Інші поширені мови: французька, англійська, вірменська.

## Релігії

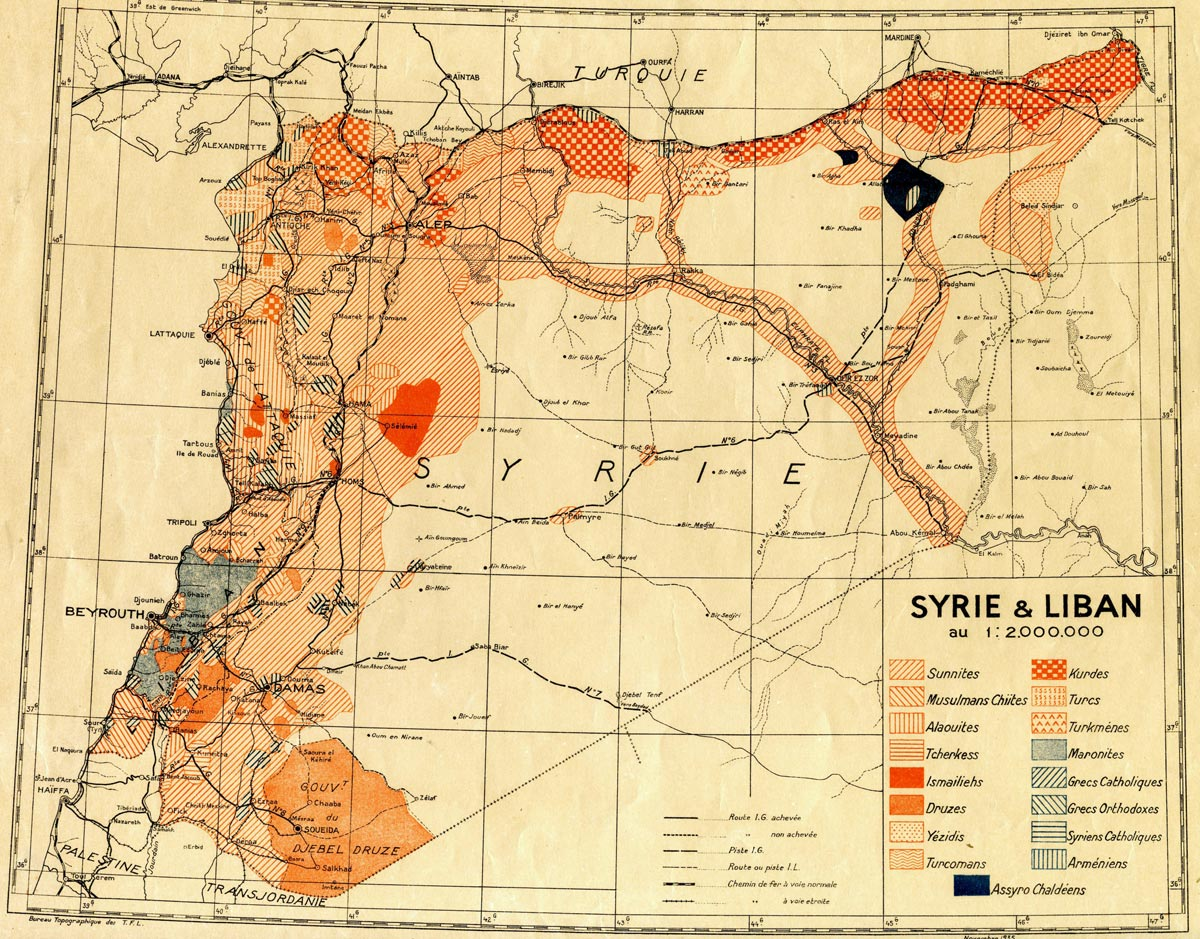
Етнорелігійна мапа Лівану й Сирії, 1935 рік
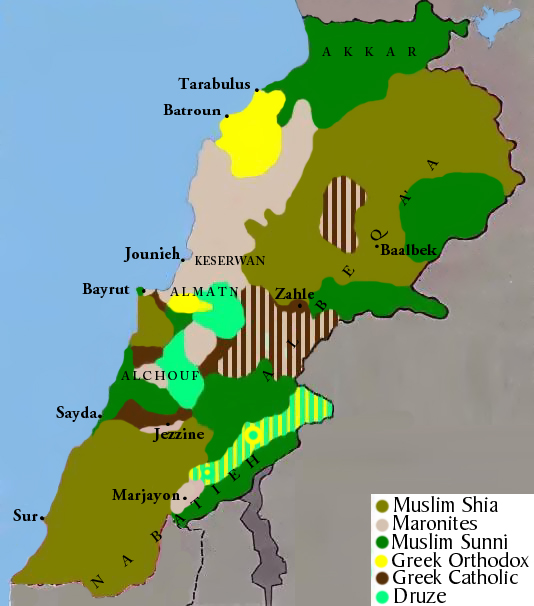
Розселення основних релігійних груп Лівану
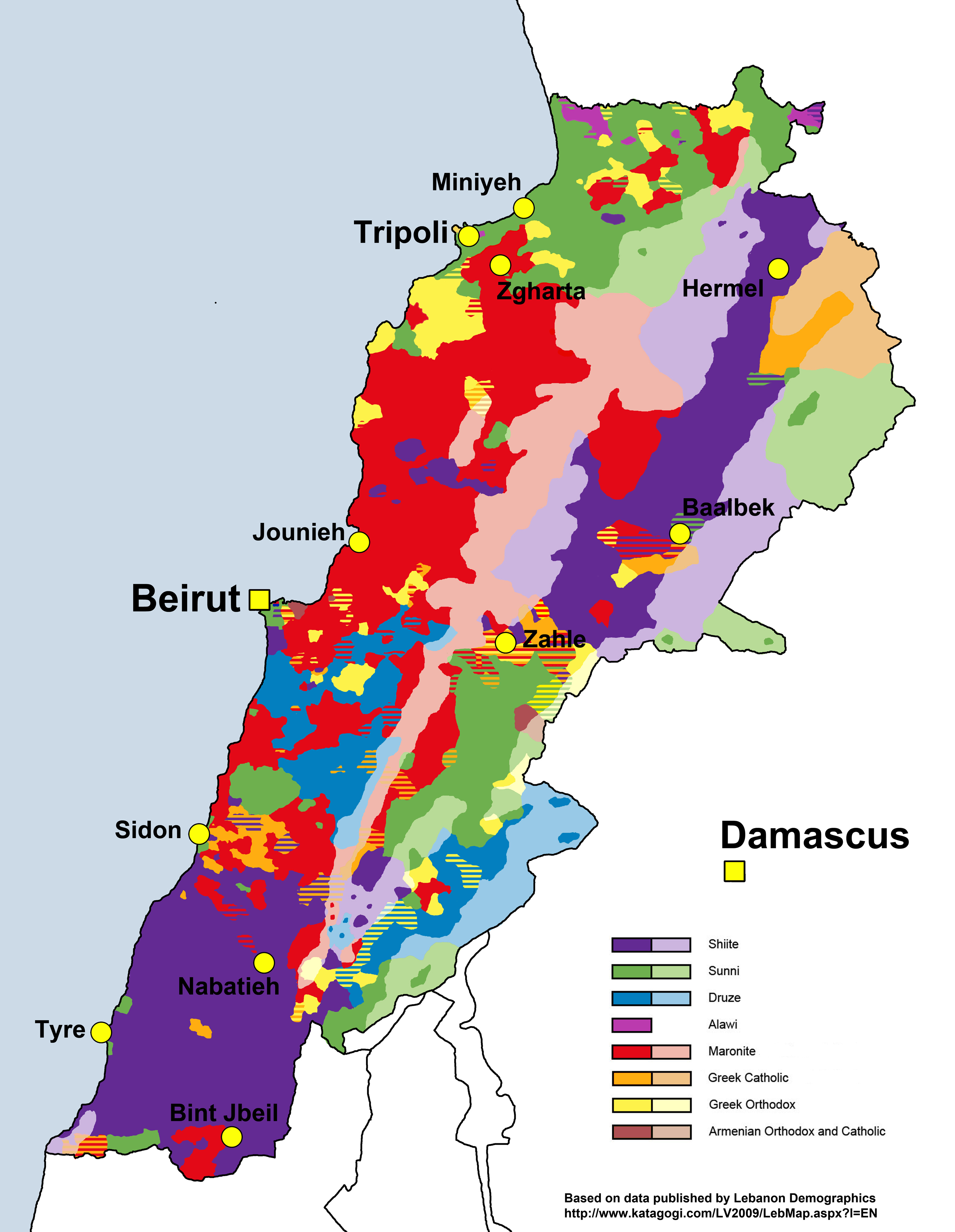
Етнорелігійні громади Лівану згідно з переписом 2011 року

| Релігії в Лівані (2012 рік) | Релігії в Лівані (2012 рік) | Релігії в Лівані (2012 рік) | Релігії в Лівані (2012 рік) | Релігії в Лівані (2012 рік) |
| --------------------------- | --------------------------- | --------------------------- | --------------------------- | --------------------------- |
| Віросповідання:             |                             |                             | Відсоток:                   |                             |
| мусульмани                  | мусульмани                  |                             | 54%                         | 54%                         |
| християни                   | християни                   |                             | 45.5%                       | 45.5%                       |
| православні                 | православні                 |                             | 8%                          | 8%                          |
| інші                        | інші                        |                             | 6.5%                        | 6.5%                        |
| друзи                       | друзи                       |                             | 5.6%                        | 5.6%                        |

Головні релігії й вірування, які сповідує, і конфесії та церковні організації, до яких відносить себе населення країни: іслам — 54 % (суніти — 27 %, шиїти — 27 %), християнство — 40,5 % (мароніти — 21 %, грецьке православ'я — 8 %, греко-католики — 5 %, інші — 6,5 %), друзи — 5,6 %, невелика кількість — юдаїзм, бахаїзм, буддизм, індуїзм, мормони, загалом 18 релігійних сект (станом на 2012 рік).
- Етнорелігійна мапа Лівану й Сирії, 1935 рік (фр.)
- Розселення основних релігійних груп Лівану (англ.)
- Етнорелігійні громади Лівану згідно з переписом 2011 року (англ.)

## Освіта
Рівень письменності 2015 року становив 93,9 % дорослого населення (віком від 15 років): 96 % — серед чоловіків, 91,8 % — серед жінок.
Державні витрати на освіту становлять 2,6 % ВВП країни, станом на 2013 рік (162-ге місце у світі). Середня тривалість освіти становить 12 років, для хлопців — до 12 років, для дівчат — до 12 років (станом на 2013 рік).

## Охорона здоров'я
Забезпеченість лікарями у країні на рівні 3,2 лікаря на 1000 мешканців (станом на 2011 рік). Забезпеченість лікарняними ліжками у стаціонарах — 3,5 ліжка на 1000 мешканців (станом на 2012 рік). Загальні витрати на охорону здоров'я 2014 року становили 6,4 % ВВП країни (73-тє місце у світі).
Смертність немовлят до 1 року, станом на 2015 рік, становила 7,76 ‰ (155-те місце у світі); хлопчиків — 8,18 ‰, дівчаток — 7,32 ‰. Рівень материнської смертності 2015 року становив 15 випадків на 100 тис. народжень (130-те місце у світі).
Ліван входить до складу ряду міжнародних організацій: Міжнародного руху (ICRM) і Міжнародної федерації товариств Червоного Хреста і Червоного Півмісяця (IFRCS), Дитячого фонду ООН (UNISEF), Всесвітньої організації охорони здоров'я (WHO).

### Захворювання
2014 року зареєстровано 1,8 тис. хворих на СНІД (117-те місце у світі), це 0,06 % населення в репродуктивному віці 15—49 років (116-те місце у світі). Смертність 2014 року від цієї хвороби становила приблизно 100 осіб (117-те місце у світі).
Частка дорослого населення з високим індексом маси тіла 2014 року становила 30,8 % (40-ве місце у світі);

### Санітарія
Доступ до облаштованих джерел питної води 2015 року мало 99 % населення в містах і 99 % в сільській місцевості; загалом 99 % населення країни. Відсоток забезпеченості населення доступом до облаштованого водовідведення (каналізація, септик): в містах — 80,7 %, в сільській місцевості — 80,7 %, загалом по країні — 80,7 % (станом на 2015 рік). Споживання прісної води, станом на 2005 рік, дорівнює 1,31 км³ на рік, або 316,8 тонни на одного мешканця на рік: з яких 29 % припадає на побутові, 11 % — на промислові, 60 % — на сільськогосподарські потреби.

## Соціально-економічне становище
Співвідношення осіб, що в економічному плані залежать від інших, до осіб працездатного віку (15—64 роки) загалом становить 47,3 % (станом на 2015 рік): частка дітей — 35,4 %; частка осіб похилого віку — 12 %, або 8,3 потенційно працездатного на 1 пенсіонера. Загалом ці показники характеризують рівень потреби державної допомоги в секторах освіти, охорони здоров'я та пенсійного забезпечення, відповідно. За межею бідності 2004 року перебувало 28,6 % населення країни. Дані про розподіл доходів домогосподарств у країні відсутні.
Станом на 2016 рік, уся країна була електрифікована, усе населення країни мало доступ до електромереж. Рівень проникнення інтернет-технологій високий. Станом на липень 2015 року в країні налічувалось 4,577 млн унікальних інтернет-користувачів (76-те місце у світі), що становило 74 % загальної кількості населення країни.

### Трудові ресурси
Загальні трудові ресурси 2013 року становили 1,628 млн осіб, без врахування приблизно 1 млн іноземних працівників (128-ме місце у світі). Дані по структурі зайнятості економічно активного населення у господарстві країни відсутні. Дані про рівень безробіття серед працездатного населення країни, станом на 2015 рік, серед молоді у віці 15—24 років ця частка становила 22,1 %, серед юнаків — 22,3 %, серед дівчат — 21,5 % (71-ше місце у світі).

## Кримінал

#### Наркотики

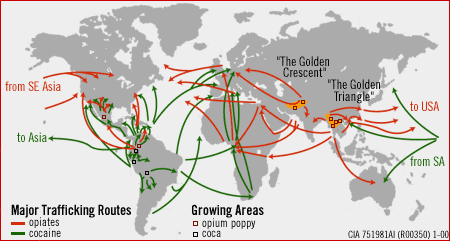
Світові маршрути наркотрафіку

Вирощування конопель значно скоротилось, до 2,5 тис. га 2002 року, незважаючи на це рівень споживання марихуани залишився на попередньому рівні; нечасті випадки вирощування опійного маку; транзитна країна для латиноамериканського кокаїну і південно-східноазійський героїн, що прямує до країн Близького Сходу й Європи; фундаментальні угруповання отримують прибуток завдяки відмиванню грошей отриманих від незаконного обігу наркотичних речовин.

### Торгівля людьми
Згідно зі щорічною доповіддю про торгівлю людьми (англ. Trafficking in Persons Report) Управління з моніторингу та боротьби з торгівлею людьми Державного департаменту США, уряд Лівану докладає значних зусиль у боротьбі з явищем примусової праці, сексуальної експлуатації, незаконною торгівлею внутрішніми органами, але не повною мірою, країна перебуває у списку спостереження другого рівня.

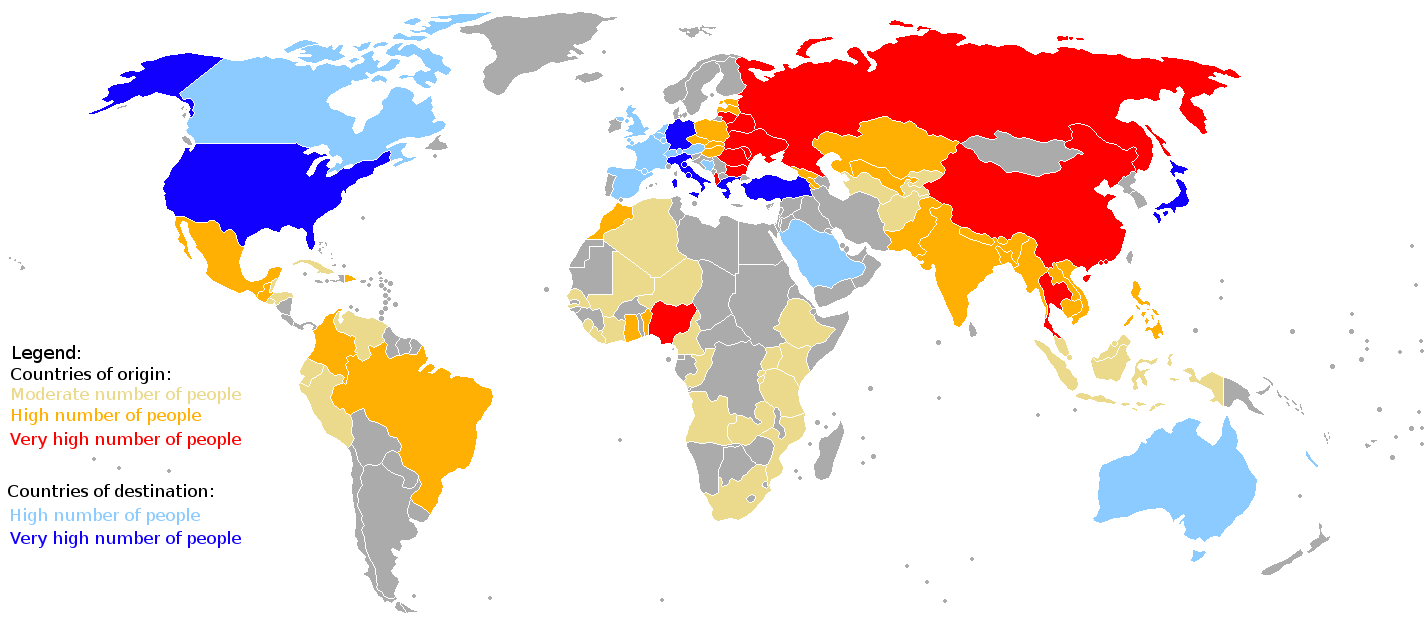
Країни-донори (червоний) і країни-реципієнти кримінальних потоків  (англ.)
Глобальна боротьба з торгівлею людьми (англ.)

## Гендерний стан
Статеве співвідношення (оцінка 2015 року):
- при народженні — 1,05 особи чоловічої статі на 1 особу жіночої;
- у віці до 14 років — 1,05 особи чоловічої статі на 1 особу жіночої;
- у віці 15—24 років — 1,05 особи чоловічої статі на 1 особу жіночої;
- у віці 25—54 років — 1,02 особи чоловічої статі на 1 особу жіночої;
- у віці 55—64 років — 0,87 особи чоловічої статі на 1 особу жіночої;
- у віці за 64 роки — 0,79 особи чоловічої статі на 1 особу жіночої;
- загалом — 1 особи чоловічої статі на 1 особу жіночої[1].

## Демографічні дослідження
Демографічні дослідження у країні ведуться рядом державних і наукових установ:

### Українською
- Атлас. 10—11 клас. Економічна і соціальна географія світу / упорядники :  О. Я. Скуратович, Н. І. Чанцева. — К. : ДНВП «Картографія», 2010. — ISBN 978-966-475-639-3.
- Атлас світу / голов. ред. І. С. Руденко ; зав. ред. В. В. Радченко ; відп. ред. О. В. Вакуленко. — К. : ДНВП «Картографія», 2005. — 336 с. — ISBN 9666315467.
- Безуглий В. В. Економічна і соціальна географія зарубіжних країн : Навчальний посібник. — К. : ВЦ «Академія», 2007. — 704 с. — ISBN 978-966-580-239-6.
- Безуглий В. В., Козинець С. В. Регіональна економічна і соціальна географія світу : Навчальний посібник. — видання 2-ге, доп., перероб. — К. : ВЦ «Академія», 2007. — 688 с. — ISBN 966-580-144-9.
- Головченко В. І., Кравчук О. Країнознавство: Азія, Африка, Латинська Америка, Австралія і Океанія. — К., 2006. — 335 с. — ISBN 966-8939-04-2.
- Гудзеляк І. І. Географія населення: Навчальний посібник / І. Гудзеляк. — Л. : Видавничий центр ЛНУ імені Івана Франка, 2008. — 232 с. — ISBN 978-966-613-599-8.
- Дахно І. І. Країни світу: Енциклопедичний довідник / І. І. Дахно, С. М. Тимофієв. — К. : Мапа, 2011. — 606 с. — (Бібліотека нового українця) — ISBN 978-966-8804-23-6.
- Дахно І. І. Економічна географія зарубіжних країн : навчальний посібник. — К. : Центр учбової літератури, 2014. — 319 с. — ISBN 978-611-01-0682-5.
- Джаман В. О. Регіональні системи розселення: демографічні аспекти. — Чернівці : Рута, 2003. — 392 с. — ISBN 9665685988.
- Дорошенко Л. С. Демографія: Навчальний посібник. — К. : МАУП, 2005. — 112 с. — ISBN 966-608-442-2.
- Дубович І. А. Країнознавчий словник-довідник. — 5-те вид., перероб. і доп. — К. : Знання, 2008. — 839 с. — ISBN 978-966-346-330-8.
- Економічна і соціальна географія країн світу. Навчальний посібник / За ред. Кузика С. П. — Л. : Світ, 2002. — 672 с. — ISBN 966-603-178-7.
- Загальна медична географія світу / В. О. Шевченко [та ін.] — К. : [б.в.], 1998. — 178 с.
- Ігнатьєв П. М. Країнознавство: Країни Азії. — Ч. : Книги-XXI, 2004. — 383 с. — ISBN 966-8029-53-4.
- Книш М. М., Мамчур О. І. Регіональна економічна і соціальна географія світу (Латинська Америка та Карибські країни, Африка, Азія, Океанія) : навч. посіб. — Л. : ЛНУ ім. Івана Франка, 2013. — 368 с. — ISBN 978-617-10-0007-0.
- Крисаченко В. С. Динаміка населення: Популяційні, етнічні та глобальні виміри. — К. : Видавництво Національного інституту стратегічних досліджень, 2005. — 368 с. — ISBN 966-554-083-1.
- Любіцева О. О., Мезенцев К. В., Павлов С. В. Географія релігій. — К. : АртЕК, 1999. — 504 с. — ISBN 966-505-006-0.
- Масляк П. О. Країнознавство. — К. : Знання, 2007. — 292 с. — (Вища освіта XXI століття)
- Масляк П. О., Дахно І. І. Економічна і соціальна географія світу / П. О. Масляк, І. І. Дахно ; за ред. П. О. Масляка. — К. : Вежа, 2003. — 280 с. — ISBN 966-7091-53-8.

### Російською
- (рос.) Ливан // Демографический энциклопедический словарь / главн. ред. Валентей Д. И. — М. : Советская энциклопедия, 1985. — 608 с.
- (рос.) Ливан // Страны и народы. Зарубежная Азия. Общий обзор. Юго-Западная Азия / Редкол. : Н. И. Прошин (отв. ред.), И. А. Дементьев и др. — М. : «Мысль», 1979. — 381 с. — (Страны и народы) — 180 тис. прим.
- (рос.) Атлас народов мира / Отв. ред. С. И. Брук и В. С. Апенченко. — М. : ГУГК ГГК СССР и Институт этнографии им. Н. Н. Миклухо-Маклая АН СССР, 1964. — 185 с. — 20 тис. прим.
- (рос.) Численность и расселение народов мира. Этнографические очерки / под ред. С. И. Брука. — М. : Издательство АН СССР, 1962. — 487 с.
- (рос.) Лаппо Г. М. География городов: Учебное пособие для географических факультетов вузов. — М. : Туманит, изд. центр ВЛАДОС, 1997. — 476 с. — ISBN 5-691-00047-0.
- (рос.) Ягельский А. География населения. — М. : Прогресс, 1980. — 383 с.